# 살만 칸 (교육인)

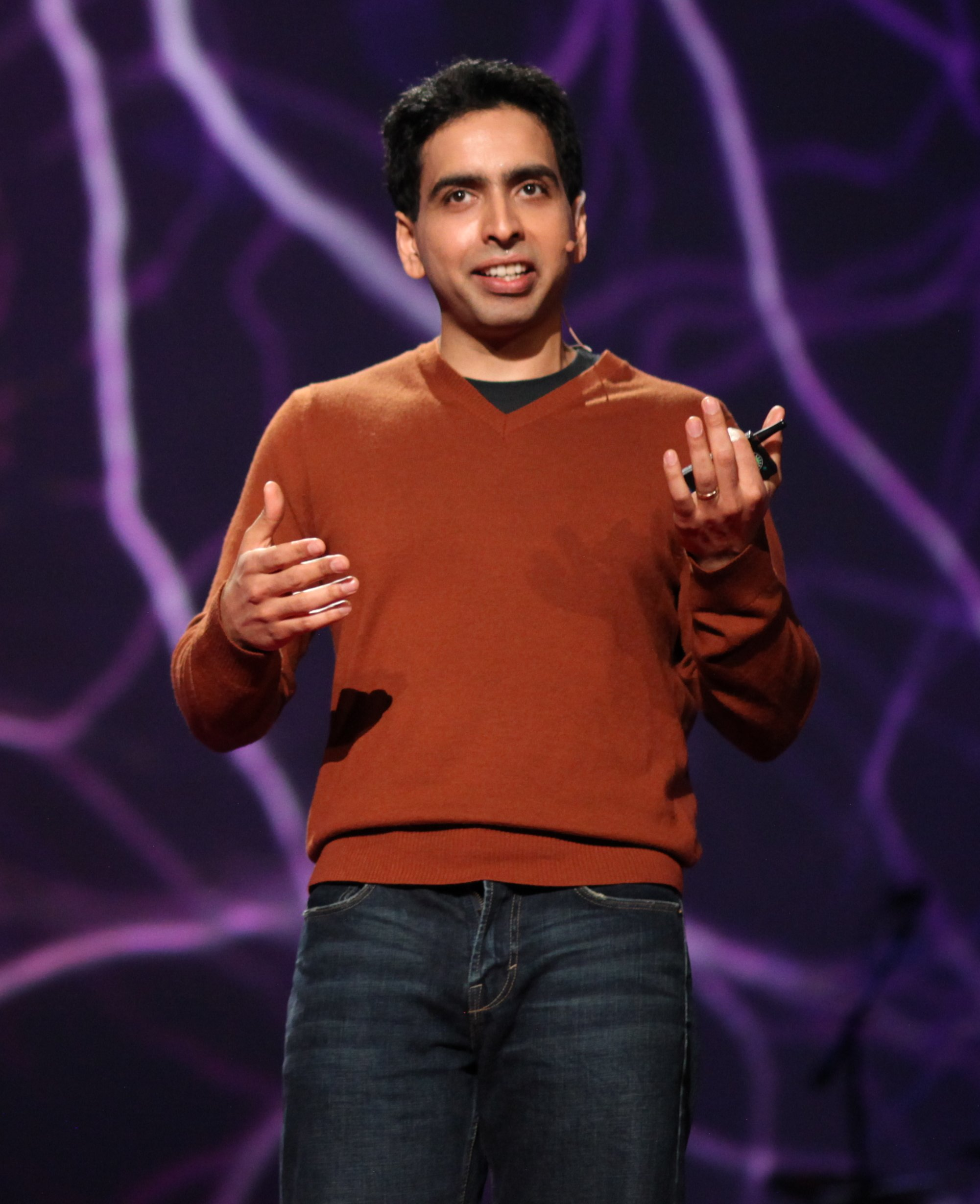
살만 칸

살만 칸(Salman Khan, 1976년 10월 11일 ~ )은 미국의 온라인 교육가이다. 수학과 과학 개념을 설명하는 동영상을 1,600편 이상 제작해 그의 공식 채널인 칸 아카데미(Khan Academy)에 무료로 공개하고 있다.
어머니는 인도 출신, 아버지는 방글라데시 출신 미국 이민자이다. 칸은 루이지애나주의 뉴올리언스에서 태어났다. MIT에서 수학, 전기공학, 컴퓨터과학을 전공으로 학사 학위를 취득했고 동 대학에서 전기공학과 컴퓨터과학 석사 과정을 마쳤다. 그후 하버드 비즈니스 스쿨에서 경영학 석사(M.B.A.) 학위도 취득했다.

## 칸 아카데미
살만 칸은 금융계에서 일하면서 2004년 말부터 조카 나디아에게 인터넷으로 수학을 가르쳐주었다. 다른 친척들과 친구들도 수학 교습을 원했기 때문에 그는 유튜브로 교습 동영상을 공개했다. 그의 유튜브 채널 이름이 칸 아카데미였다. 유튜브에 올린 동영상들이 인기를 끌면서 칸은 2009년 11월에 헤지 펀드를 그만 두고 '칸 아카데미'를 발전시키는 데 전념했다. 칸 아카데미는 2010년 9월 24일 구글의 '프로젝트 10의 100제곱' 공모전에서 세상을 바꿀 5가지 아이디어 중 하나로 뽑혔다.

## 저서
- 김희경, 김현경 옮김, 편집. (2013년 4월 22일). 《나는 공짜로 공부한다(THE ONE WORLD SCHOOLHOUSE)》. 알에이치코리아. ISBN 10-8925550474, ISBN 13-9788925550473. 2013년 6월 19일에 원본 문서에서 보존된 문서. 2013년 6월 17일에 확인함.